# Ричардс, Тодд
Тодд Ричардс (англ. Todd Richards; род. 20 октября 1966, Кристал, Миннесота) — американский хоккеист, тренер.

## Карьера игрока
Был задрафтован в 1985 году. Также он играл четыре сезона за хоккейную команду из университета Миннесоты.
Первым клубом в его профессиональной карьере стал «Шербрук Канадиенс», это случилось в АХЛ в сезоне 1989/90. На следующий сезон он переходит в «Спрингфилд Индианс», который являлся фарм-клубом «Хартфорд Уэйлерс», и в 1991 году помогает «Спрингфилду» выиграть Кубок Колдера. Также в этом сезоне он сыграл 2 матча в НХЛ за «Хартфорд Уэйлерс», в которых сделал 4 результативные передачи. Тодд играл два сезона за «Спрингфилд Индианс», после чего выступал за «Лас-Вегас Тандер» из Интернациональной хоккейной лиги (ИХЛ). Проведя там два сезона, Тодд перешёл в другой клуб ИХЛ — «Орландо Солар Беарс», где провёл шесть полноценных сезонов. А в 2002 году завершил свою карьеру хоккеиста в клубе Швейцарской национальной лиги «Женева-Серветт».

## Карьера тренера
После завершении карьеры игрока стал помощником главного тренера в «Милуоки Эдмиралс», где в 2004 году стал обладателем Кубка Колдера.
3 августа 2006 года стал всего пятым главным тренером в истории «Уилкс-Барре/Скрэнтон Пингвинз». В первом сезоне с новым тренером «Уилкс-Барре/Скрэнтон» одержал 51 победу при 24 поражениях и занял второе место в Восточном дивизионе. В плей-офф Кубка Колдера подопечные Ричардса уступили в финале дивизиона «Херши Беарс».
В сезоне 2008/09 стал ассистентом главного тренера в «Сан-Хосе Шаркс».
В июне 2009 года второй раз за карьеру стал главным тренером, возглавив «Миннесоту Уайлд». Это первый случай в истории «Миннесоты», когда у руля команды отечественный специалист. За два года, проведённых в «Миннесоте», Ричардс одержал 77 побед при 71 поражении, и был уволен 11 апреля 2011 года.
В июне 2011 года стал помощником главного тренера «Коламбус Блю Джекетс» Скотта Арниэла. После плохой первой половины сезона 2011/12 Арниэл был уволен, а Ричардс занял его должность.
19 апреля 2014 года Ричардс и «Блю Джекетс» одержали первую победу в плей-офф Кубка Стэнли в истории франшизы. Тогда был повержен «Питтсбург Пингвинз» со счетом 4-3.
23 апреля 2014 года Ричардс и «Блю Джекетс» одержали первую домашнюю победу в плей-офф Кубка Стэнли в истории франшизы.
27 мая 2014 года подписал с «Коламбусом» новый двухлетний контракт до конца сезона 2016/17. 20 октября 2015 года был уволен с поста главного тренера «Коламбуса» после семи поражений подряд на старте сезона.
7 июня 2016 года был назначен ассистентом главного тренера «Тампы-Бэй Лайтнинг» Джона Купера. В 2020 году вместе с «молниями» Ричардс стал обладателем Кубка Стэнли. По окончании сезона 2019/20 покинул «Тампу-Бэй».
23 октября 2020 года стал ассистентом главного тренера «Нэшвилл Предаторз» Джона Хайнса.
1 октября 2021 года перенёс сердечный приступ.

## Игровая статистика
Провёл на профессиональном уровне 895 матчей, в которых набрал 644 очка (148 голов + 496 результативных передач) при 996 минутах штрафа.
| АХЛ         | Шербрук Канадиенс     | 1989/90     | 71  | 6   | 18  | 24  | 73  | 5                            | 1                            | 2                            | 3                            | 6                            |
| АХЛ         | Фредерикшен Канадиенс | 1990/91     | 3   | 0   | 1   | 1   | 2   | Перешел в Спрингфилд Индианс | Перешел в Спрингфилд Индианс | Перешел в Спрингфилд Индианс | Перешел в Спрингфилд Индианс | Перешел в Спрингфилд Индианс |
| АХЛ         | Спрингфилд Индианс    | 1990/91     | 71  | 10  | 41  | 51  | 62  | 14                           | 2                            | 8                            | 10                           | 2                            |
| НХЛ         | Хартфорд Уэйлерс      | 1990/91     | 2   | 0   | 4   | 4   | 2   | 6                            | 0                            | 0                            | 0                            | 2                            |
| АХЛ         | Спрингфилд Индианс    | 1991/92     | 43  | 6   | 23  | 29  | 33  | 8                            | 0                            | 3                            | 3                            | 2                            |
| НХЛ         | Хартфорд Уэйлерс      | 1991/92     | 6   | 0   | 0   | 0   | 2   | 5                            | 0                            | 3                            | 3                            | 4                            |
| АХЛ         | Спрингфилд Индианс    | 1992/93     | 78  | 13  | 42  | 55  | 53  | 9                            | 1                            | 5                            | 6                            | 2                            |
| ИХЛ         | Лас-Вегас Тандер      | 1993/94     | 80  | 11  | 35  | 46  | 122 | 5                            | 1                            | 4                            | 5                            | 18                           |
| ИХЛ         | Лас-Вегас Тандер      | 1994/95     | 80  | 12  | 49  | 61  | 130 | 9                            | 1                            | 2                            | 3                            | 6                            |
| ИХЛ         | Орландо Солар Беарс   | 1995/96     | 81  | 19  | 54  | 73  | 59  | 23                           | 4                            | 9                            | 13                           | 8                            |
| ИХЛ         | Орландо Солар Беарс   | 1996/97     | 82  | 9   | 36  | 45  | 134 | 10                           | 0                            | 1                            | 1                            | 4                            |
| ИХЛ         | Орландо Солар Беарс   | 1997/98     | 75  | 6   | 37  | 43  | 68  | 17                           | 3                            | 8                            | 11                           | 13                           |
| ИХЛ         | Орландо Солар Беарс   | 1998/99     | 67  | 11  | 26  | 37  | 61  | 16                           | 3                            | 7                            | 10                           | 14                           |
| ИХЛ         | Орландо Солар Беарс   | 1999/00     | 43  | 7   | 18  | 25  | 26  | 6                            | 0                            | 5                            | 5                            | 4                            |
| ИХЛ         | Орландо Солар Беарс   | 2000/01     | 75  | 9   | 28  | 37  | 60  | 16                           | 2                            | 11                           | 13                           | 8                            |
| Swiss-B     | Женева-Серветт        | 2001/02     | 34  | 11  | 26  | 37  | 18  | —                            | —                            | —                            | —                            | —                            |
| Всего в НХЛ | Всего в НХЛ           | Всего в НХЛ | 8   | 0   | 4   | 4   | 4   | 11                           | 0                            | 3                            | 3                            | 6                            |
| Всего в АХЛ | Всего в АХЛ           | Всего в АХЛ | 161 | 35  | 125 | 160 | 223 | 36                           | 4                            | 18                           | 22                           | 12                           |
| Всего в ИХЛ | Всего в ИХЛ           | Всего в ИХЛ | 543 | 84  | 273 | 357 | 660 | 102                          | 14                           | 47                           | 61                           | 73                           |
| Всего       | Всего                 | Всего       | 746 | 130 | 428 | 558 | 905 | 149                          | 18                           | 68                           | 86                           | 91                           |

Примечания к таблице:
1. АХЛ — Американская хоккейная лига
2. НХЛ — Национальная хоккейная лига
3. ИХЛ — Интернациональная хоккейная лига
4. Swiss-B — Швейцарская национальная лига B

## Тренерская статистика
| Лига        | Команда                       | Сезон       | Регулярный чемпионат | Регулярный чемпионат | Регулярный чемпионат | Регулярный чемпионат | Регулярный чемпионат | Регулярный чемпионат  | Плей-офф             | Плей-офф             | Плей-офф             | Плей-офф                   |
| Лига        | Команда                       | Сезон       | И                    | В                    | П                    | OT                   | О                    | Место в дивизионе     | И                    | В                    | П                    | Результат                  |
| ----------- | ----------------------------- | ----------- | -------------------- | -------------------- | -------------------- | -------------------- | -------------------- | --------------------- | -------------------- | -------------------- | -------------------- | -------------------------- |
| АХЛ         | Уилкс-Барре/Скрэнтон Пингвинз | 2006/07     | 80                   | 51                   | 23                   | 6                    | 108                  | 2-й в Восточном       | 11                   | 5                    | 6                    | Поражение во втором раунде |
| АХЛ         | Уилкс-Барре/Скрэнтон Пингвинз | 2007/08     | 80                   | 46                   | 27                   | 7                    | 101                  | 1-й в Восточном       | 23                   | 14                   | 9                    | Поражение в финале         |
| НХЛ         | Миннесота Уайлд               | 2009/10     | 82                   | 38                   | 36                   | 8                    | 84                   | 4-й в Северо-западном | В плей-офф не попали | В плей-офф не попали | В плей-офф не попали | В плей-офф не попали       |
| НХЛ         | Миннесота Уайлд               | 2010/11     | 82                   | 39                   | 35                   | 8                    | 86                   | 3-й в Северо-западном | В плей-офф не попали | В плей-офф не попали | В плей-офф не попали | В плей-офф не попали       |
| НХЛ         | Коламбус Блю Джекетс          | 2011/12     | 41                   | 18                   | 21                   | 2                    | 38                   | 5-й в Центральном     | В плей-офф не попали | В плей-офф не попали | В плей-офф не попали | В плей-офф не попали       |
| НХЛ         | Коламбус Блю Джекетс          | 2012/13     | 48                   | 24                   | 17                   | 7                    | 55                   | 4-й в Центральном     | В плей-офф не попали | В плей-офф не попали | В плей-офф не попали | В плей-офф не попали       |
| НХЛ         | Коламбус Блю Джекетс          | 2013/14     | 82                   | 43                   | 32                   | 7                    | 93                   | 4-й в Столичном       | 6                    | 2                    | 4                    | Поражение в первом раунде  |
| НХЛ         | Коламбус Блю Джекетс          | 2014/15     | 82                   | 42                   | 35                   | 5                    | 89                   | 5-й в Столичном       | В плей-офф не попали | В плей-офф не попали | В плей-офф не попали | В плей-офф не попали       |
| НХЛ         | Коламбус Блю Джекетс          | 2015/16     | 7                    | 0                    | 7                    | 0                    | 0                    | 8-й в Столичном       | уволен               | уволен               | уволен               | уволен                     |
| Всего в НХЛ | Всего в НХЛ                   | Всего в НХЛ | 417                  | 204                  | 176                  | 37                   | 0 Побед в Дивизионе  | 0 Побед в Дивизионе   | 6                    | 2                    | 4                    | 0 Кубков Стэнли            |

Примечания к таблице:
1. АХЛ — Американская хоккейная лига
2. НХЛ — Национальная хоккейная лига

## Награды и достижения
- Гавернорс Трофи — 1995
- Кубок Колдера — 1991, как игрок
- Кубок Колдера — 2004, как помощник главного тренера
- Кубок Тёрнера — 2001
- Лучший защитник[уточнить] — 2002
- Кубок Стэнли — 2020, как помощник главного тренера